# 布賴特山 (貝希特斯加登阿爾卑斯山脈)
47°27′28″N 12°54′08″E / 47.45775°N 12.902197°E

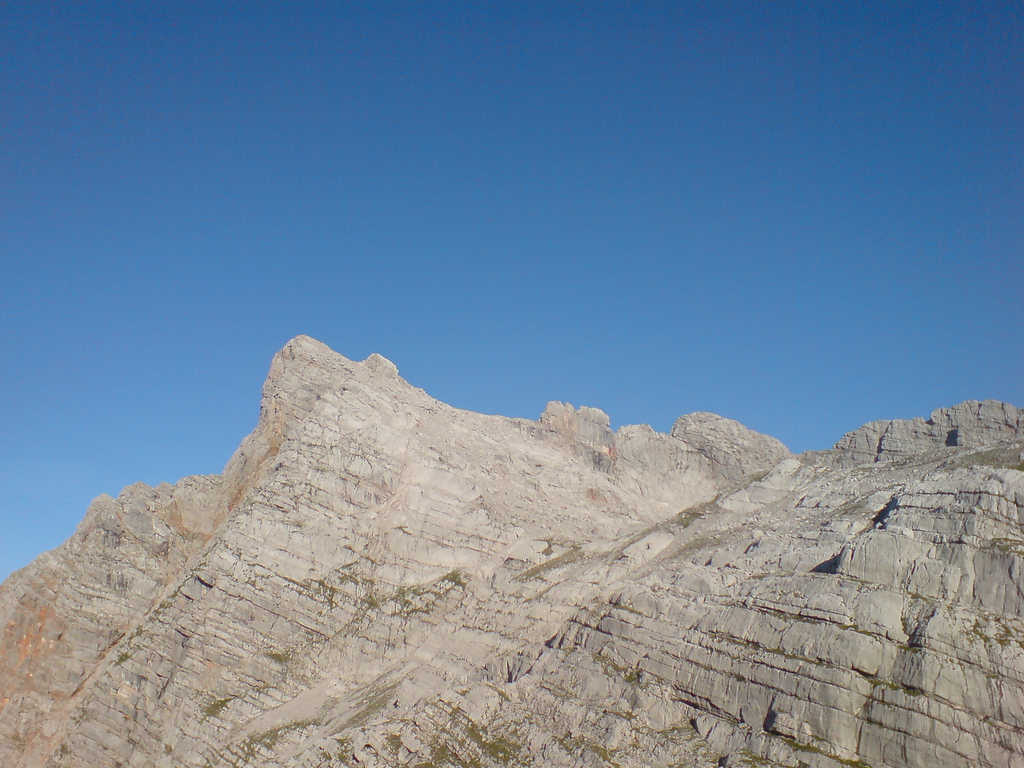

布賴特山（德語：Breithorn），是奧地利的山峰，位於該國中部，由薩爾茨堡州負責管轄，屬於貝希特斯加登阿爾卑斯山脈的一部分，海拔高度2,504米，每年平均降雨量2,073毫米。